# De Cock en de geur van rottend hout
De Cock en de geur van rottend hout is het zesenveertigste deel van de detectivereeks De Cock van de Nederlandse auteur Appie Baantjer waarin rechercheurs Jurriaan 'Jurre' de Cock en Dick Vledder de moord oplossen op de Amsterdamse overspelige zakenman Ferdinand de Graaf.

## Verhaal
Rechercheur De Cock van het Amsterdamse politiebureau Warmoesstraat is in een niet al te best humeur. De Parlementaire enquêtecommissie opsporingsmethoden heeft een zekere lauwheid over het Amsterdamse politiekorps doen neerdalen. Door het raam kijkend ziet hij buiten een wildplasser in de Heintje Hoekssteeg, waardoor hij in discussie raakt met collega Dick Vledder over plicht en hedonisme. Dick Vledder heeft wel oren naar het hedonisme, maar De Cock wijst op de junks en de calculerende burger. Geestelijke waarden raken zo op de achtergrond waarop Dick zegt dat hij dan maar dominee had moeten worden. Als geboren Urker is De Cock inderdaad een dominee met een eigen kansel. Hun discussie wordt onderbroken door een prachtige vrouw van achter in de dertig. Het is Mathilde Venema, getrouwd met Ferdinand de Graaf. Haar dochter Florentine de Graaf heeft in het nabije verleden een keer hulp gevraagd en gekregen van rechercheur De Cock toen ze last had van een vent met losse handjes. De Cock pijnigt zijn hersens maar kan zich niet snel iets herinneren. Mathilde komt aangifte doen van de vermissing van haar man Ferdinand. Hij is al drie dagen weg. Volgens zijn secretaresse van zijn kantoor aan de Herengracht is hij woensdagmiddag kort voor de lunch lopend weggegaan voor een lunchafspraak. Omdat zijn secretaresse verder niets kon meedelen is Mathilde zelf op onderzoek gegaan. Op het bureau van haar man lag een notitie: "Adelheid van Heerlen 13.00 uur". De Cock accepteert een foto van Ferdinand en vraagt of dochter Florentine nog even langs wil komen, want dochters weten vaak meer van hun vader dan hun moeder.
Na haar vertrek maken de twee rechercheurs grapjes over verdwijnende mannen. Ferdinand is 42 jaar oud en dat is volgens De Cock zes maal zeven, wat hem doet denken aan The Seven Year Itch. Het wijst toch wel op hedonistische trekjes in de samenleving. De telefoon meldt via de wachtcommandant een lijk aan de Rigakade in het gebied Houthaven. Een man met een nekschot ligt daar in een verlaten loods. Op de plaats delict herkennen ze van zijn foto de vermiste Ferdinand de Graaf. Volgens dokter Den Koninghe is hij reeds enkele dagen dood. Op het politiebureau meldt zich op verzoek dochter Florentine de Graaf. De Cock herinnert zich nu wel dat ze ongeveer een jaar eerder bij hem was komen klagen over haar vriend, autohandelaar Roger ter Beek. Florentine zegt dat ze weer bij haar moeder is ingetrokken. Haar vader is een man die geen vrouw met rust kan laten, ook zijn eigen dochter niet. Hij is handtastelijk. Florentine bedankt God dan ook voor het bericht van zijn dood. Als De Cock terugkomt van zijn bezoek aan de weduwe, vertelt hij Dick Vledder dat die vrouw geen enkele emotie vertoonde. Florentine huppelde tenminste nog van blijdschap. Dick Vledder heeft gezocht naar de naam Van Heerlen in Amsterdam. Hij kwam ten slotte in contact met een man aan de  Keizersgracht, van het advocatenkantoor De Bruijn en Van Meeteren. Op de vraag of Adelheid van Heerlen familie was, werd het gesprek verbroken! De Cock loopt meteen met Vledder naar het kantoor en maakt kennis met de eigenaar van de advocatenpraktijk, Martin van Heerlen. Hij maakt zich desgevraagd bekend als raadsman en broer van Adelheid van Heerlen.
Terug aan het politiebureau zit Roger ter Beek te wachten. Hij beschuldigt Florentine en haar moeder van oude moordplannen op Ferdinand de Graaf. Florentine had Roger om een pistool gevraagd. De twee rechercheurs gaan nu maar eens voor nader onderzoek naar Smalle Lowietje. Lowie kent de oude legerloods, de plaats delict, want die is van Brammetje. De caféhouder heeft daar binnen weleens een boot opgeknapt. Brammetje handelde vroeger in tropisch hout. Zijn compagnon Ferdy de Graaf heeft hem erin geluisd en zo kwam Brammetje ooit een paar maanden in de lik. De Cock vraagt Lowie slechts om Brammetje eens langs te sturen. Advocaat Martin van Heerlen zit met zijn zus Adelheid dan al te wachten bij de recherchekamer. Verder dan een lunch tussen Ferdinand en Adelheid in het Victoria Hotel komt De Cock niet. De volgende dag wordt De Cock meegenomen door zijn chef Buitendam naar diens kamer. Er is een klacht van advocaat Van Heerlen. Maar als de Cock een vergelijking maakt tussen advocaten en de apostel Judas wordt hij de kamer uitgestuurd. Intussen heeft Dick Vledder met hulp van de onvolprezen Afra Molenkamp het strafdossier van Brammetje, alias Abraham van der Velde, opgeduikeld. De Cock en Vledder gaan poolshoogte nemen bij het kantoor van Ferdinand, waar Annette van Heeteren, voorheen de secretaresse, nu de scepter zwaait. Ze beschuldigt haar dode werkgever van onfrisse praktijken jegens zijn zakenpartner Brammetje. En het waren nog wel vrienden vanaf hun jeugd. Het bedrijf zal worden voortgezet door een buitenechtelijke vriend van Mevrouw De Graaf. Ze heeft die vriend al maanden. Ferdinand deed er luchtig over en hoopte dat de nieuwe minnaar de ijsklomp zou kunnen ontdooien.
De Cock en Vledder bezoeken de begrafenis van Ferdinand op Zorgvlied. De Cock merkt een stevig gebouwde heer op naast de weduwe. Op een van de achterste rijen in de aula herkent De Cock Brammetje vanaf een foto. Rechercheur De Cock dwingt Brammetje mee te rijden in de politiegolf. Hij heeft inderdaad drie maanden opgeknapt wegens fraude. Zijn raadsman was meester Van Heerlen van de Keizersgracht, een goeie. Het verbaast hem niets dat Ferdinand in zijn oude loods is gevonden. Hij nam vrouwen mee naar die plek vanwege de geur van het rottend hout. Die geur, die wond hem op. Ferdinand heeft zelfs zijn eigen Mathilde meegenomen naar die loods, maar ze liep gillend weg. Na het stevige gesprek onderweg wordt Brammetje zoals beloofd thuis afgeleverd. Dick Vledder is het nu zat. Hij legt het De Cock uit. Verdachten moeten worden gearresteerd. Brammetje, Mathilde en Florentine. Opsluiten. De Cock is zoals bekend van de andere aanpak. Iedereen zo lang mogelijk laten rondlopen, dan kunnen ze nog fouten maken. Dick Vledder heeft intussen de man naast de weduwe opgespoord. Michel van Amerongen, 42 jaar, eigenaar van de doe-het-zelfketen Duimslag. Hij woont in Bussum en houdt kantoor in Duivendrecht. Met deze informatie op zak rijden de twee rechercheurs naar Duivendrecht. Michel speelt redelijk open kaart. Ferdinand is een jeugdvriend maar de vriendschap bekoelde toen Mathilde voor Ferdinand koos en niet voor hem. Nu ziet hij nieuwe mogelijkheden. Hij zal tijdelijk het beheer voor de weduwe overnemen. Vroeger deed hij ook zaken met tropisch hout via Ferdinand, maar de laatste jaren niet meer. Wanneer ze terug naar Amsterdam rijden moppert Dick Vledder dat er steeds meer verdachten bij komen. De Cock besluit nu weduwe Mathilde opnieuw thuis aan de Kromme Waal te bezoeken. Ze vertelt nu wel openhartiger over de scènes uit haar huwelijk. En op een kwade dag heeft Roger inderdaad een revolver meegenomen. Ze denkt dat Roger hem nog heeft.
Op het politiebureau meldt zich ene Jelle Poelstra. Hij fungeerde de laatste maanden als gezelschapsheer voor Mathilde, als Ferdinand op vrouwenjacht ging. Na zijn vertrek vraagt De Cock aan Vledder om de laatste bezoeker eens na te trekken. Bovendien moet Roger ter Beek worden gesommeerd de revolver in te leveren. De volgende dag heeft Dick Vledder uitgezocht dat Jelle Poelstra enige jaren in de gevangenis heeft gezeten wegens verkrachting van een 13-jarig meisje in een oude loods. Terwijl de twee rechercheurs de betekenis van de nieuwe feiten proberen te verwerken, komt Lowietje de vrouw van Brammetje binnen loodsen. Deze Annelies van der Velde vertelt dat ze gisteravond telefonisch van ene mevrouw de Graaf te horen kreeg dat Brammetje werd opgeroepen om naar een loods in de Houthaven te komen. Het zou gaan om een zaak van leven of dood. Brammetje zei alleen dat het de vrouw van zijn overleden compagnon was. Haar man reed weg in zijn groene Opel Kadett. Hij wilde de weduwe ergens mee helpen. Maar Bram is niet teruggekomen. De Cock belooft haar op onderzoek uit te gaan en raadt haar aan tijdelijk bescherming te zoeken bij Smalle Lowietje. Zelf rijden ze naar de oude loods aan de Rigakade. Er staat inderdaad nog een knalgroene Opel Kadett geparkeerd met nog brandende koplampen en de sleutels in het contact. Ze treffen in de loods opnieuw een met een nekschot afgemaakte man aan, Abraham van der Velde. Lijkschouwer Den Koninghe schat dat hij pas een paar uur dood is. Desgevraagd ruikt hij ook de geur van rottend hout. Hij legt de grijze rechercheur het verschil uit tussen hyposmie en hyperosmie. Geuren kunnen bovendien met aangename en onaangename herinneringen in verband worden gebracht.
Terug aan het politiebureau wijst De Cock Dick Vledder erop dat het geenszins vaststaat dat de weduwe heeft gebeld. Mevrouw van der Velde kent immers haar stem niet. Dick Vledder zoekt het nu in het gemeenschappelijk verleden van de twee mannen met een nekschot. De Cock vindt dat een goede hypothese. De Cock onderwerpt nu Annette van Heeteren aan een uitgebreid verhoor. Het levert een tip op van chantage door Jelle Poelstra jegens Ferdinand en Abraham. Hij krijgt maandelijks een vast bedrag overgemaakt. Op het politiebureau Warmoesstraat overhandigt wachtcommandant Jan Kusters De Cock een in plastic verpakte revolver met patronen. Gebracht door een eng mannetje met een staartje en vergezeld door een roodharige schoonheid. De Cock laat de Webley & Scott-revolver voor nader onderzoek naar het hoofdbureau brengen. Afra Molenkamp brengt het strafdossier van Jelle Poelstra en krijgt de complimenten van De Cock. Laatstgenoemde leest dat Jelle op zijn zestiende een meisje van 13, Edith Kuijters, had verkracht. Edith deed pas jaren later aangifte. Omdat de locatie van de oude loods onduidelijk is in het dossier, besluit De Cock het maar aan Jelle Poelstra te gaan vragen. Laatstgenoemde legt uit dat de loods stond op het Prinseneiland. De loods die stonk naar rottend hout, is inmiddels al lang gesloopt. Hij geeft desgevraagd toe dat zijn oude vrienden Abraham en Ferdinand hem geld stuurden, sinds hij uit de gevangenis was. Bij het afscheid vraagt De Cock of Jelle al de naam van het derde slachtoffer kent? Terug aan de Warmoesstraat heeft Florentine twee mededelingen. Ze is niet terug bij Roger. En secretaresse Van Heeteren wil een aanstelling als directrice. Ze knuffelt op het kantoor met een haar ondersteunend jurist, Martin van Heerlen.
Als Dick Vledder terug is van de tweede sectie, besluit De Cock dat ze de ouders van Edith Kuijters gaan bezoeken aan de Houtmankade. Zelf lijkt Edith gelukkig getrouwd te zijn met man en twee kinderen in Almere. In het gesprek met de ouders komt weinig nieuwe informatie boven tafel. Het opmerkelijkste feit is wel dat Edith enige tijd buiten bewustzijn was tijdens de verkrachting. De Cock dwingt Vledder ook tot het bijwonen van de tweede begrafenis van Brammetje. In de groep van belangstellenden mist De Cock Jelle Poelstra, die toegezegd had te zullen komen. Hij rent weg van de plechtigheid met Vledder in zijn kielzog. Hij verschaft zich toegang in het woonhuis van Jelle met hulp van het apparaat van Handige Henkie. Als ze hem daar niet aantreffen rijden ze vol gas naar de Rigakade. Bij de loods staat de helgele Fiat van Jelle met zwak brandende koplampen. De Cock vindt een man in de loods met twee schoten in de nek. Het is Jelle Poelstra.
De volgende morgen zeurt De Cock thuis over moeie voeten. Hij wordt via zijn vrouw naar het bureau gedirigeerd, alwaar een man een bekentenis wil doen. Maar volgens Vledder alleen aan De Cock zelf. Het is Johannes Pieter Zwagerman, al 20 jaar boekhouder bij Duimslag bv. Uit de krant had hij iets gelezen over een dode Jelle Poelstra. Aan hem maakt hij al 20 jaar maandelijks 500 gulden over. Hij denkt nu dat zijn baas Van Amerongen iets met de liquidaties heeft te maken. De Cock ziet het een slagje anders. Edith werd waarschijnlijk destijds het slachtoffer van een groepsverkrachting. Jelle nam alle schuld op zich en hield zo zijn makkers uit de gevangenis, en werd daarvoor beloond. De Cock beveelt Vledder nu naar het woonhuis van Michel van Amerongen aan de Jan Toebacklaan in Bussum te rijden. Ze treffen daar een doodsbange mevrouw Van Amerongen aan. Michel doet vreemd. Even later komt hij thuis en De Cock spreekt hem onder vier ogen.
De Cock zet een val op. De collega's Appie Keizer en Fred Prins doen mee met het eindspel. De locatie is de loods aan de Rigakade. De Mercedes van Michel van Amerongen komt aanrijden. Een vrouw rent een man achterna de loods in. Rechercheur De Cock laat als een regisseur de loods vol in het licht zetten. Er klinkt binnen in de loods een schot. Adelheid van Heerlen komt de loods uit rennen. De Cock wil weten waar haar broer is. Thuis legt De Cock het hele verhaal uit aan zijn drie collega's. Maar voordat de cognac op tafel komt, blijkt al dat Martin van Heerlen aan zijn verwondingen in het AMC is overleden. De Cock legt uit dat hij tot vlak voor de ontknoping geen idee had van noch dader noch motief. Uiteindelijk hield hij het op een viermanschap. Ferdinand de Graaf, Brammetje, Jelle Poelstra en Michel van Amerongen. Alle vier Amsterdamse vrienden uit dezelfde buurt. Uiteindelijk heeft Michel opgebiecht dat ze niet alleen Edith, maar veel meer meisjes in de oude loods hadden verkracht. Michel wist dat hij als vierde ook op de dodenlijst stond. De kant van de slachtoffers wordt vertegenwoordigd door Adelheid van Heerlen. Zij en haar zus Mirjam werden slachtoffer van een groepsverkrachting in een oude loods. Ze waren vroeg wees geworden en woonde aan de Bickersgracht vlak bij het Prinseneiland. Martin was getuige van de verkrachtingen. De latere zelfmoord van zijn zus Mirjam schreef hij op het conto van het viertal. Na de dood van Mirjam kwamen broer en zus in een nieuw pleeggezin bij advocaat Van Meeteren. Uiteindelijk kreeg Martin het advocatenkantoor van zijn pleegvader in de schoot geworpen. Via de strafzaak tegen Brammetje kwam hij weer in contact met Abraham en Ferdinand, twee van de vier verkrachters, en de geur van rottend hout. Die geur kwam hem tegemoet toen hij de loods van zijn cliënt inspecteerde vanwege de strafzaak. Samen met Adelheid besloot hij het viertal te liquideren. Adelheid maakte bij de eerste moord al de cruciale fout. Ze nam contact met Ferdinand op onder haar eigen naam.